# Adriaen Verwer

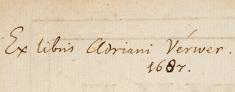

Adriaen Verwer (Rotterdam, circa 1655 - Amsterdam, 1717), zoon van Pieter Adriaensz. Verwer, was werkzaam in de handel, maar daarnaast geleerde, filosoof en taalkundige, vooral bekend geworden door zijn anoniem uitgegeven grammatica Linguae Belgicae idea grammatica, poetica, rhetorica; deprompta ex Adversariis Anonymi Batavi: In Usum Proximi Amici (1707, 1783²). Hij wordt veelal beschouwd als de taalkundige mentor van zijn jongere vriend Lambert ten Kate.

## Publicaties
- Taalkundige geschriften (1707-1711). Met de 'Letterkonstige, dichtkonstige en redenkonstige schetse van de Nederduitsche tale', uit het Latijn vertaald door Adriaan Kluit en brieven over taalkunde van Willem Séwel en Arnold Moonen. Bezorgd en ingeleid door Igor van de Bilt. Amsterdam/Münster 2005. (= Uitgaven Stichting Neerlandistiek VU, 50).
- "Daer moet maer naerstig gelezen worden". Brieven over taalkunde (1708-1709). Ingeleid en bezorgd door Igor van de Bilt. Amsterdam/Münster 2002. (= Cahiers voor taalkunde, 20).
- Letterkonstige, dichtkonstige en redenkonstige schetse van de Nederduitsche tale. Uit het Latijn vertaald door A. Kluit naar de editie-1707. Ingeleid en bezorgd door Igor van de Bilt en Jan Noordegraaf. Amsterdam/Münster 2000. (= Cahiers voor taalkunde,18).
- Schets van de Nederlandse taal; grammatica, poëtica en retorica. Naar de editie van E. van Driel vertaald door J. Knol. Met een fotomechanische herdruk van Anonymus Batavus' Idea Linguae Belgicae grammatica, poetica et rhetorica bezorgd door Everhardus van Driel, Leiden 1783. Bezorgd door Th.A.J.M. Janssen en J. Noordegraaf met medewerking van A.J. Burger, L.F. van Driel, A.J.Kleywegt en H. Stouthart. Amsterdam/Münster 1996. ( = Uitgaven Stichting Neerlandistiek VU, 21).
- Anonymi Batavi Idea Linguae Belgicae grammatica, poetica et rhetorica, curante Everhardo van Driel (1783).
- Nederlants See-rechten; Avaryen; en Bodemeryen (1711).
- Linguae Belgicae Idea, grammatica, poetica, rhetorica; deprompta ex adversariis Anonymi Batavi: in usum proximi amici (1707).
- Inleiding tot de Christelyke Gods-geleertheid (1698).
- Mom-aensicht der Atheistery afgerukt door een Verhandeling van den aengeboren stand der menschen (1683).